# Каринтійська марка
Каринтійська марка (лат. Marcha Carinthia) або Карантанська марка (лат. Marcha Caranthania) — прикордонний округ (марка) імперії Каролінгів, створений у 889 році на території князівства Карантанія, яким правили місцеві слов'янські (або напівслов'янські) князі, спочатку незалежно, а згодом під Баварським і пізніше Франкським сюзеренітетом. Марка була поділена на графства, які після отримання герцогом Каринтійським корони Східного Франкського королівства були об'єднані в руках єдиної влади. У 976 році Каринтійська марка була піднесена до статусу герцогства, і для його захисту створена нова Карантанська марка (тобто марка, яка захищала вже Каринтійське герцогство), яка пізніше отримала назву Штирійська марка.

## Передумови
У 745 році незалежне слов'янське князівство Карантанія під тиском аварської загрози підкорилася баварському герцогу Оділону, який сам на той час вже бу васалом Франкського королівства. Таким чином баварський кордон розширили, і син Оділона, Тасілон III, почав християнізацію слов'янських племен за Енсом. У 788 році Карл Великий повністю інтегрував територію Карантанії (Каринтії) до складу Франкської імперії, зробивши її разом із Істрійською маркою частиною розширеного Фріульського герцогства. За часів Карла посилилась місіонерська робота в цьому регіоні, особливу роль в якій грало Зальцбурзьке архієпископство.
Між 819 і 823 роками місцеве слов'янське населення в повстанні проти франкського панування підтримало князя Людевита Посавського, а у 827 році на Каринтію напали булгари. Після слов'янського повстання Людевіта Посавського влада слов'янських князів була ліквідована. Карантанія була розділена на декілька марок на чолі з німецькими графами. Це послужило поштовхом до масової роздачі земель німецьким феодалам і церкві. В 828 році імператор Людовик Благочестивий реорганізував Фріульське герцогство на чотири частини, дві найпівнічніші з яких — Каринтію та Нижню Паннонію — було відокремлено від Італійського королівства та включено до складу Баварського королівства. Людовик II, король Баварії, незабаром реорганізував територію Каринтії у франкські графства.  У 870-х роках різні карантанські марки були об'єднані в одну Арнульфом Каринтійським, який пізніше (896 року) став імператором. Але вже в 895 Каринтія знов була повернена Баварії.

## Карломан і Арнульф

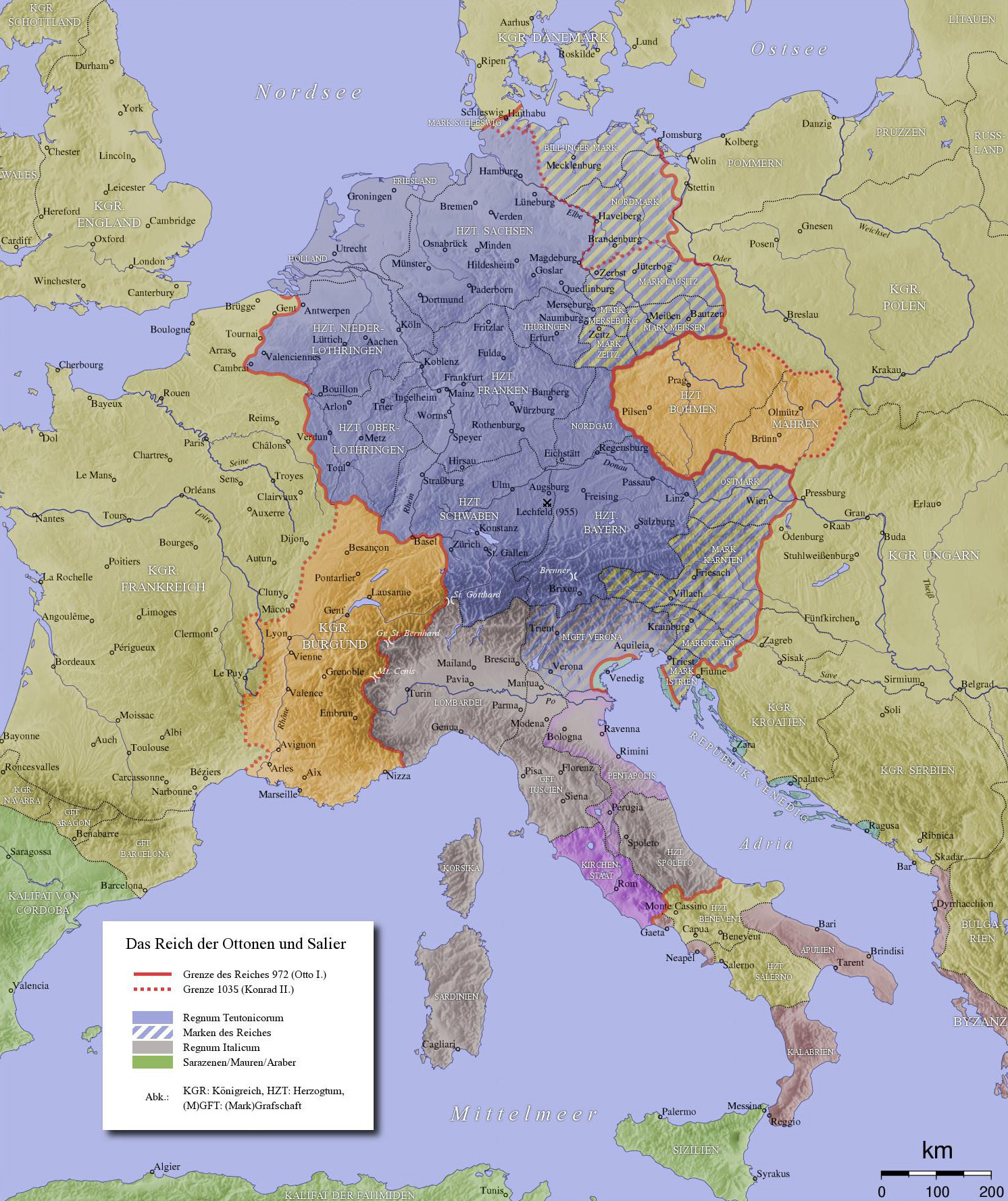
Священна Римська імперія в Х ст. Каринтійська марка є центральною в низці баварських марок (позначено косими смугами унизу праворуч).

Територія Каринтії залишилася в складі Баварського королівства Людовика. У 855 році Радбод, префект Східної марки, був скинутий за невірність, і Ростислав Моравський повстав проти сюзеренітету Східної Франкії. На місце Радбода Людовик призначив свого старшого сина Карломана (856). Карломан взяв під свій контроль інші східні краї, Каринтію та Паннонію, і в 858 році вів активну кампанію проти Растислава, змусивши його прийти до згоди. У 861 році маркграф Каринтії Пабо повстав разом зі своїми графами, і Карломан замінив його на Гундахара. У 863 році Людовик, побоюючись синівського повстання, вторгся в Каринтію, домашню базу Карломана. Гундахар перейшов на сторону короля з великою армією, яку він отримав для командування обороною Шварци. Після цього  Карломан був схоплений і позбавлений своєї префектури, яка була надана Гундахару.
Коли Карломан примирився зі своїм батьком і став королем Баварії, він передав Каринтію своєму синові від каринтської наложниці Арнульфу. Арнульф переніс свою резиденцію до Моосбурга (Мосапурка) і каринтійці ставилися до нього як до свого рідного герцога. Після того, як у 879 році Карломан став недієздатним через інсульт, Баварію успадкував Людовик Молодший, який затвердив Арнульфа в Каринтії за угодою з Карломаном. Однак і самою Баварією переважно керував також Арнульф. Арнульф правив Баварією влітку та восени 879 року, поки його батько організовував його спадкоємство, а сам отримав «Панонію», за словами Annales Fuldenses, або «Карантанум», за словами Регіно Прюмського.

## В статусі марки

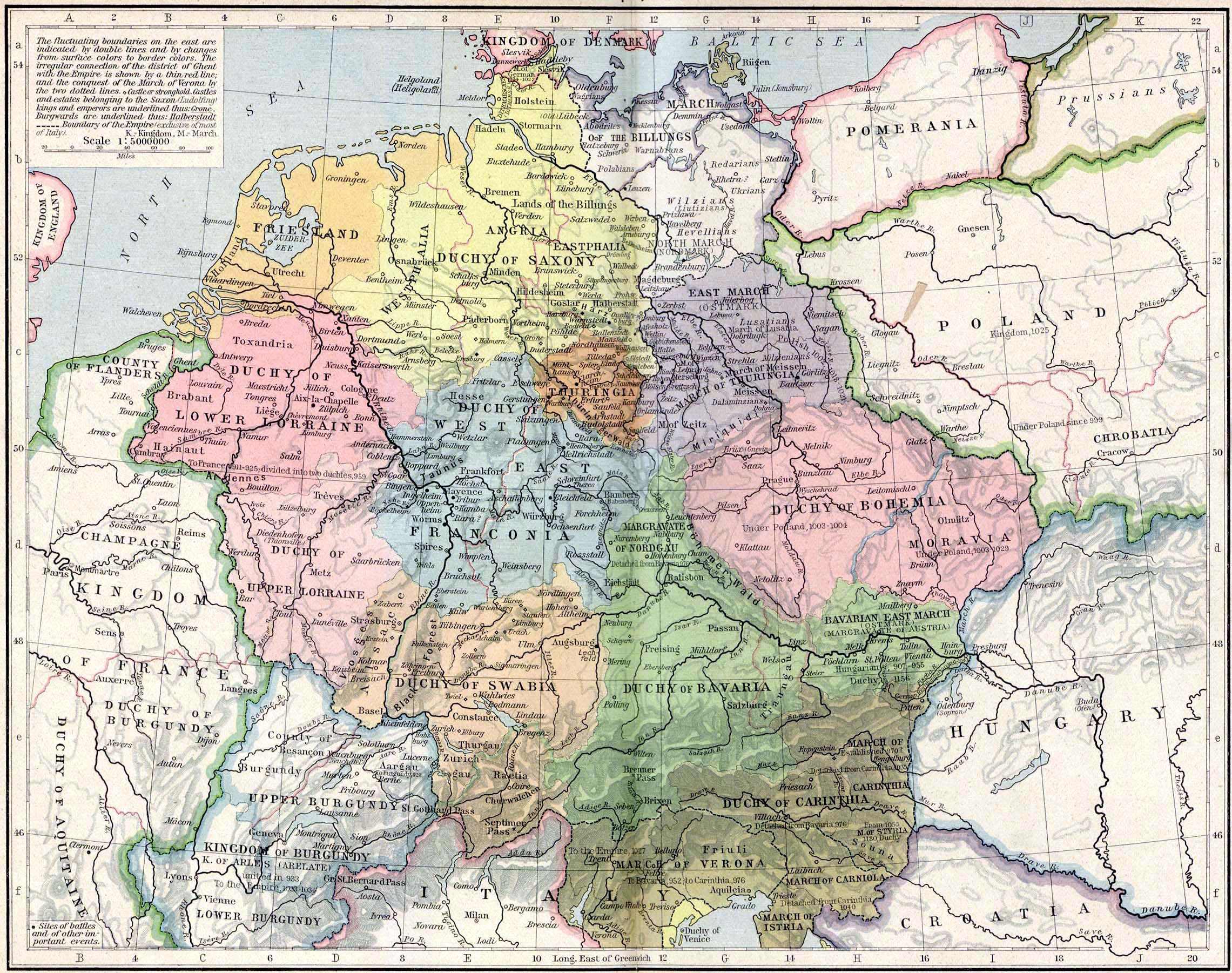
Священна Римська імперія близько 1000 р.: Каринтійська марка зображена поруч з Каринтійським герцогством і Веронською, Істрійською, Карніольською та Штирійською марками, згідно з Вільямом Робертом Шепердом, 1923 р.

Після того, як Арнульф отримав корону усього Східного Франкського королівства, він заснував нову Каринтійську (Карантанську) марку, яка долучилась до існуючих Істрійської, Карніольської (Крайнської) та Східної (Австрійської) марок. Найпівденніші марки, Каринтія та Карніола, були особливо сприйнятливі до мадярських набігів. У 901 році, лише через два роки після першого контакту із Західною Європою, Каринтію спустошили мадяри. У 952 році Каринтія була передана Баварському герцогству, як і Карніола, Істрія та Фріулі.
Головними містами марки були Фрізах і Філлах. У X столітті Каринтійська (Карантанська) марка відкололась від Каринтії і пізніше стала Штирійським герцогством. Єдиним відомим каринтійським маркграфом цього періоду — хоча відомо багато графів — був Марквард III, який був preses de Carinthia.
У 976 році імператор Оттон II зробив свого племінника Оттона Швабського герцогом Баварським. При цьому Каринтійська марка була відокремлена від Баварії і піднята до статусу герцогства і передана луїтпольдингу Генріху, який діяв як свого роду «начальник прикордонної поліції», контролюючи прикордонні Істрійське, Фріульське та Крайнське (Карніольське) маркграфства.